# Comuna Vîșneve, Starobilsk
Vîșneve (în ucraineană Вишневе) este o comună în raionul Starobilsk, regiunea Luhansk, Ucraina, formată din satele Novoomelkove, Orihove și Vîșneve (reședința).

## Demografie
Componența lingvistică a comunei Vîșneve
     Ucraineană (93,16%)
     Rusă (6,56%)
     Alte limbi (0,19%)
Conform recensământului din 2001, majoritatea populației comunei Vîșneve era vorbitoare de ucraineană (93,16%), existând în minoritate și vorbitori de rusă (6,56%).